# Lobarthron balassogloi
Lobarthron balassogloi là một loài bọ cánh cứng trong họ Cerambycidae.